# Uasin Gishu
Uasin Gishu – hrabstwo w zachodniej Kenii. Miasto Eldoret jest największym ośrodkiem miejskim w hrabstwie, a także jego centrum administracyjnym i handlowym. Liczy blisko 1,2 mln mieszkańców. Miejscowi ludzie pochodzą w większości z grupy etnicznej Kalendżin.
Uasin Gishu graniczy z hrabstwami: Kericho na południu, Nandi na południowym zachodzie, Bungoma na zachodzie, Trans Nzoia na północy, z Elgeyo-Marakwet na wschodzie i Baringo na południowym wschodzie. 

## Gospodarka
Główną działalnością gospodarczą Uasin Gishu jest uprawa pszenicy i kukurydzy na masową skalę, a także hodowla bydła mlecznego, ogrodnictwo i turystyka sportowa - skutek osiągnięć światowej sławy sportowców. Hrabstwo jest także ośrodkiem produkcyjnym, z licznymi branżami i fabrykami zapewniającymi zatrudnienie tysiącom mieszkańców miast.

## Religia
Struktura religijna w 2019 roku wg Spisu Powszechnego:
- protestantyzm – 64,5%
- katolicyzm – 21,7%
- niezależne kościoły afrykańskie – 6%
- pozostali chrześcijanie – 3,7%
- islam – 1,6%
- brak religii – 1,2%
- pozostali – 1,3%.

## Podział administracyjny
Hrabstwo Uasin Gishu składa się z sześciu okręgów:
- Soy,
- Turbo,
- Kapseret,
- Kesses,
- Ainabkoi i
- Moiben.